# MTV Unplugged: Los Tigres del Norte and Friends
MTV Unplugged: Los Tigres del Norte and Friends es un álbum vivo  grabado por el grupo norteño mexicano Los Tigres del Norte. Fue grabado en vivo en el Hollywood Paladium en Los Ángeles, California el 8 de febrero de 2011 y lanzado por Fonovisa Records el 24 de mayo de 2011. Incluye duetos con Andrés Calamaro, Calle 13, Zack de la Rocha, Juanes, Paulina Rubio y Diego Torres. Es el primer MTV Unplugged grabado por un grupo del género regional/norteño mexicano, el álbum ganó un Premio Grammy Latino para Mejor Norteño Álbum en los 12.º Premios Grammy Latinos, y un Premio Grammy para Mejor Banda o Norteño Álbum.

## De fondo
En diciembre de 2010, Jason Lipshutz de la revista de Cartelera informó que Los Tigres del Norte grabarían un álbum MTV Unplugged para MTV tr3s. El álbum sería grabado en el primer trimestre de 2011 y presentaría a invitados especiales que incluyen Juanes, Calle 13, Andrés Calamaro y Zack de la Rocha. Por febrero de 2011,  esté anunciado que Paulina Rubio y Diego Torres uniría la banda para la sesión de registro del álbum. Para la banda esto presentó una oportunidad única a re-inventar su música y compartir la etapa con talentosos intérpretes. "Cuándo MTV nos invitó para grabar el espectáculo,  estabamos un poco nerviosos, esto era algo diferente para nosotros porque los MTV Unplugged  son normalmente grabados por artistas de géneros diferentes a nosotros," la banda dijo sobre la grabación. Jesús Lara de MTV Tr3s llamó la producción "histórica", desde la banda ha sido culturalmente una parte de la vida de la comunidad hispánica en México y los EE. UU.

## Grabación, repertorio y publicación
Los Tigres del Norte Grabó este especial el 8 de febrero de 2011, en el Hollywood Palladium en Los Ángeles, California. Las invitaciones al evento estuvieron emitidas a seguidores a través del sitio web de MTV tr3s que empezó el 27 de enero de 2011. La audiencia esperó cuatro horas antes del espectáculo. En preparación al espectáculo, la banda envió una lista de sus canciones al presentó intérpretes y les preguntó para escoger la canción que mejor cabido su repertorio propio. La banda actuó veinte canciones durante el espectáculo, liberando sólo doce en la edición estándar del álbum, y trece en el deluxe versión.
La primera canción era "Jefe de Jefes", seguido por "Camelia La Texana", "Señor Locutor", "Contrabando y Traición" y "Cuestión Olvidada". Cuándo la banda empezó para jugar "Mi Curiosidad" y "Una Camioneta Gris", Jorge Hernández, el miembro de ventaja de la banda, preguntó la audiencia a aplauso sus manos. Paulina Rubio era el primer huésped para aparecer y actuar "Golpes en el Corazón", con un arreglo orquestal. Diego Torres unió después para compartir ventaja vocals en "Mi Buena Suerte". "La Puerta Negra", "Prisión de Amor" y "Lágrimas del Corazón" siguió.
La banda y Andrés Calamaro grabó dos pistas: "La Mesa del Rincón" y "Quiero Volar Contigo", el anterior al ritmo de tango (con tres violines y un chelo), y para el último, Calamaro jugó marimba y cambió el ritmo original de la canción a cha-cha-cha. Este rendimiento tuvo que ser re-taped desde entonces había un fracaso técnico. Zack de la Rocha interpretó "Somos Más Americanos", mientras Juanes guitarra tocaba en "La Jaula de Oro", una canción que tuvo que"ensayar muchas veces". De la Rocha Grabó su parte dos veces, incorporando letras más españolas en el segundo tomar. Juanes Y De la Rocha era el solo presentó los intérpretes seleccionaron para su trabajo para derechos de inmigración en los Estados Unidos, una causa social importante a la banda. La canción final grabó era "América"; la banda compartió la etapa con Calle 13 quién, por petición de su miembro de ventaja René Pérez, cambió la instrumentación, quickened el tempo y añadió trompetas y violines. Los trajes que la banda llevó en el espectáculo fueron donados al Hard Rock Cafe en Los Ángeles después del espectáculo.

## Singles
La versión grabada nueva de la canción "Golpes en el Corazón", presentando Paulina Rubio, estuvo seleccionado como el primer sencillo del álbum, lanzado el 19 de abril de 2011. La versión original de la pista puede ser encontrada en el Tigres' álbum de estudio El Ejemplo (1995). A liberarlo peaked en número 2 en la Cartelera Canciones latinas Superiores. La versión que presenta Rubio estuvo nombrado "uno de las canciones más agradables" incluidas en MTV Desenchufados por About.com. El Los Ángeles Cronometra referido a él como "mar de lush pop latino", con Rubio sonando gusta Julieta Venegas en un "universo paralelo". Esta versión devenía muy exitosa en México, peaking atop el Monitor Latino gráficos generales y el mexicanos Airplay Gráfico de la cartelera Internacional. La pista número logrado también 39 en la Cartelera Canciones latinas Superiores, número 31 en el mexicano/Regional Airplay, y era la primera canción por la banda para aparecer en el Pop latino Airplay gráfico, logrando número 29. En el 12.º latino Grammy Premios, la canción recibió un nombramiento para Récord del Año, perdiendo a Calle 13  "Latinoamérica". Rubio Unió la banda en el latino Grammy ceremonia para actuar la canción.
"La Jaula de Oro" Estuvo seleccionado como el segundo solo del álbum. La pista, reconocido cuando uno de las canciones de firma de la banda, presenta cantante colombiano Juanes actuando y jugando guitarra y estuvo nombrado "uno de las pistas mejores y rendimientos de huésped en el álbum entero" por About.com. Con esta liberación la etiqueta récord buscó para lograr una audiencia más joven para Los Tigres del Norte. "América" Era el tercer solo liberado qué número logrado cinco en el Monitor Latino gráfico general.

## Recepción crítica y accolades
Una copia de avance del rendimiento estuvo enviada a los medios de comunicación unas cuantas vísperas el primer mostrando en MTV Tr3s. EFE de agencia noticiosa española anunció que la banda celebraba "Latino orgullo más enérgicamente que nunca." Otro la revisión positiva provino el Tiempo de Los Ángeles, el cual otorgó el álbum tres fuera de cuatro estrellas. En la revisión, el diario nombró el álbum "uno de los álbumes latinos más anticipados del año", destacando que es el primer MTV álbum Desenchufado del Regional-género mexicano. También alabaron la banda para su rendimiento en la primera pista, "Jefe de Jefes". Sobre los rendimientos de huésped por Andrés Calamaro, Juanes y Diego Torres, declaró que eran "intrigantes". Carlos Quintana de About.com saludó el espectáculo como un acontecimiento de música importante para la música latina, enfatizando que este registro dejaría Regional-música mexicana para obtener audiencias nuevas alrededor del mundo. Allmusic reviewer Mariano Prunes nombró bajista Hernán Hernández, el "corazón musical de la banda", especialmente cuándo uniendo Zack de la Rocha, jugando el riff de Killing in the Name de la banda norteamericana Rage Against The Machine. Él también alabado "América" para la participación de Calle 13 con su "navaja-agudo rap" intervención. Prunes También declaró que MTV Desenchufado conseguiría Los Tigres un reconocimiento merecido fuera de su comunidad propia. La participación por De La Rocha era también @subject de una revisión negativa por Oscar Barajas del Young Folks. Barajas Notó que De La Rocha sonó "fuera de lugar" en "Somos Mas Americanos", intentando girar la pista a un rendition de sus Toros de canción "propios encima Desfile". Barajas También era crítico de la selección de canción, pero finalmente lauded el álbum para ser "flaco y malo", con una urgencia musical casi comparable al Ramones.
MTV Unplugged: Los Tigres del Norte and Friends ganaron el latinos Grammy Premio para Mejor Norteño Álbum en la 2011 ceremonia. El álbum también estuvo otorgado el Grammy Premio para Mejor Banda o Norteño Álbum en el 54.º Grammy Premios, y los premios para Álbum Popular Mejor y Mejor Norteño Álbum en el mexicano Premios Oye!.

## Lista de canciones

### CD
| N.º | Título                                              | Escritor(es)                                      | Duración |  |
| 1.  | «Jefe de Jefes»                                     | Teodoro Bello                                     | 3:24     |  |
| 2.  | «Contrabando y Traición»                            | Ángel González                                    | 3:52     |  |
| 3.  | «Golpes en el Corazón» (featuring Paulina Rubio)    | Víctor Valencia                                   | 4:41     |  |
| 4.  | «La Manzanita»                                      | Tomás Gutiérrez                                   | 3:09     |  |
| 5.  | «Mi Buena Suerte» (featuring Diego Torres)          | Enrique Franco                                    | 3:41     |  |
| 6.  | «Lágrimas del Corazón»                              | Rafael Rubio                                      | 4:09     |  |
| 7.  | «La Puerta Negra»                                   | Ramón Gutiérrez                                   | 4:29     |  |
| 8.  | «La Mesa del Rincón» (featuring Andrés Calamaro)    | Bello                                             | 5:07     |  |
| 9.  | «Quiero Volar Contigo» (featuring Andrés Calamaro)  | Jesse Armenta                                     | 3:50     |  |
| 10. | «Somos Más Americanos» (featuring Zack de la Rocha) | Enrique Valencia                                  | 4:10     |  |
| 11. | «La Jaula de Oro» (featuring Juanes)                | Franco                                            | 3:02     |  |
| 12. | «América» (featuring Calle 13)                      | Franco, René Pérez, Rafael Arcaute, Eduardo Cabra | 4:42     |  |

### iTunes Store (Edición Deluxe)
| iTunes Store (Deluxe edition) |                     |                  |          |  |
| N.º                           | Título              | Escritor(es)     | Duración |  |
| 13.                           | «La Camioneta Gris» | Rubén Villarreal | 3:05     |  |

### DVD
| Tracklist DVD |                                                     |          |  |
| N.º           | Título                                              | Duración |  |
| 1.            | «Intro»                                             | 0:33     |  |
| 2.            | «Jefe de Jefes»                                     | 3:29     |  |
| 3.            | «Contrabando y Traición»                            | 4:09     |  |
| 4.            | «Golpes en el Corazón» (featuring Paulina Rubio)    | 5:11     |  |
| 5.            | «La Manzanita»                                      | 3:16     |  |
| 6.            | «Mi Buena Suerte» (featuring Diego Torres)          | 4:04     |  |
| 7.            | «Lágrimas del Corazón»                              | 4:17     |  |
| 8.            | «La Puerta Negra»                                   | 4:41     |  |
| 9.            | «La Mesa del Rincón» (featuring Andrés Calamaro)    | 5:24     |  |
| 10.           | «Quiero Volar Contigo» (featuring Andrés Calamaro)  | 3:59     |  |
| 11.           | «Somos Más Americanos» (featuring Zack de la Rocha) | 4:54     |  |
| 12.           | «La Jaula de Oro» (featuring Juanes)                | 3:41     |  |
| 13.           | «América» (featuring Calle 13)                      | 4:43     |  |
| 14.           | «Créditos»                                          | 1:10     |  |
| 15.           | «Entrevistas»                                       | 5:28     |  |

### CD+DVD: Edición Venezuela
| N.º | Título           | Escritor(es) | Duración |  |
| 14. | «A Ti Madrecita» |              | 4:52     |  |

## Rendimiento comercial
El álbum debutado y peaked en número 3 en la Cartelera gráfico de Álbumes latino Superior, detrás de Maná Obra y Luz y Prince Royce  self-álbum de debut titulado. MTV Desenchufó devenía la banda veinte-tercer número 1 álbum en el gráfico de Álbumes mexicano Regional. En el Gráfico de Álbumes mexicano el álbum debutado en número 92, antes de saltar para numerar 2, detrás Señora Gaga nace De este modo. La semana siguiente el álbum superó Gaga conjunto y peaked en número 1 en México y también logró la parte superior de los gráficos en Colombia. El álbum gastó diecisiete semanas consecutivas en la parte superior del gráfico mexicano, recibió una certificación+de Oro del Diamante por el Asociación Mexicana de Productores de Fonogramas y Videogramas y acabó el año como el álbum que vende mejor de 2011 en México. El álbum estuvo certificado oro en Colombia por el Asociación Colombiana de Productores de Fonogramas.

## Personal
- Los Tigres del Norte @– Intérpretes principales, productores, vocals
- Gustavo Borner @– productor, grabando ingeniero, mezclando, mastering
- Ezequiel Alara @– director musical, piano
- Miguel Ramírez @– percusión
- Karl Perazzo @– percusión
- Enzo Villparedes @– trompeta
- Arturo Solar @– trompeta
- Roberto Incelli @– saxo
- Humbero Ruiz @– trombone
- Edwin Blas @– trombone
- Peter Kent @– violín
- Sharon Jackson @– violín
- Jessica VanVelzen @– viola
- Giovanna Clayton @– chelo
- Ricky Perry @– diseño gráfico